# Martinus Slabber

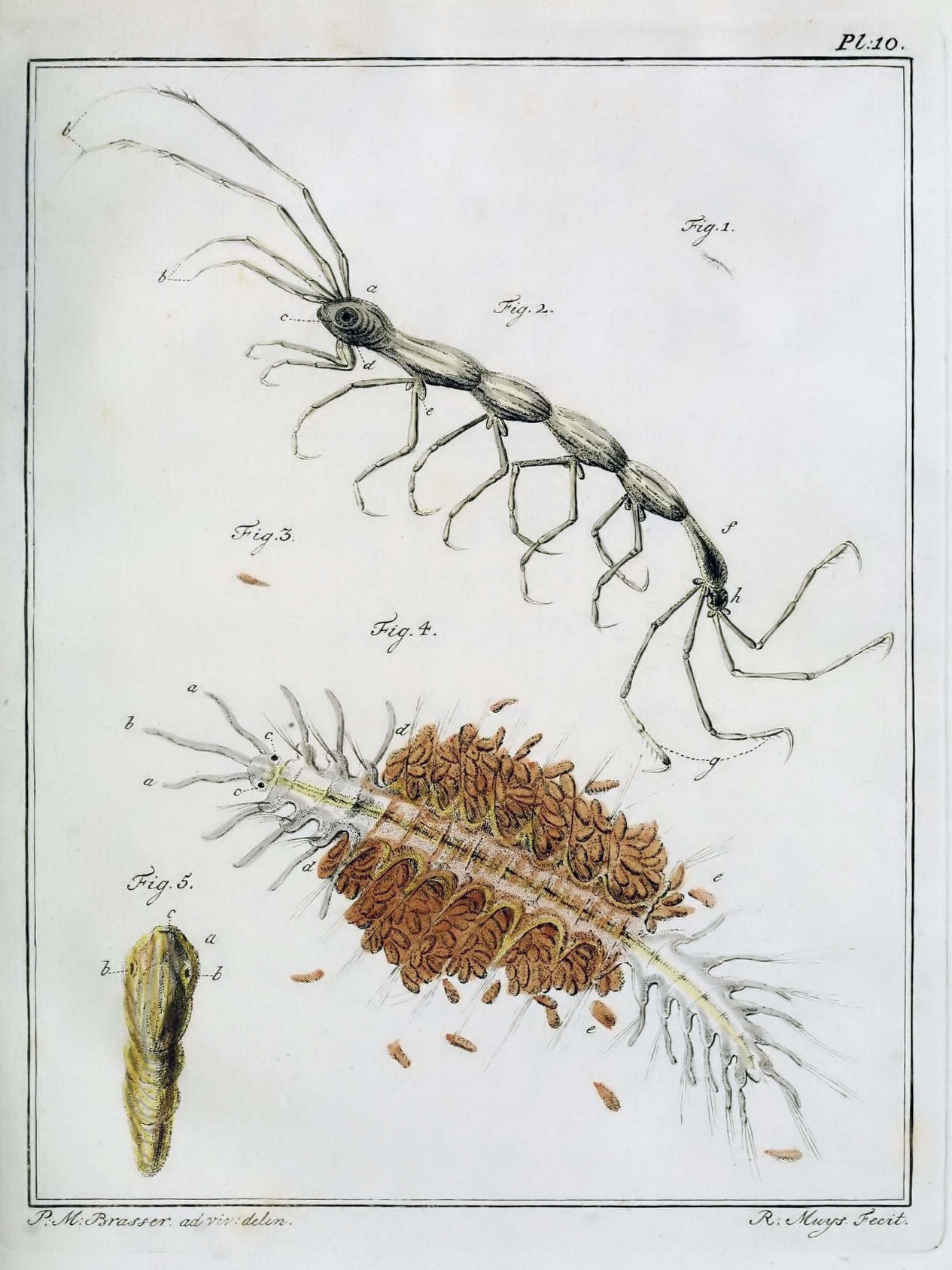
Oben: Phtisica marina Slabber, 1769. Martinus Slabber: Natuurkundige verlustigingen, 1769, Tafel 10

Martinus Slabber, auch Martin Slabber (* 31. Oktober 1740 in Middelburg; † 30. April 1835 in ’s-Gravenpolder), war ein niederländischer Verwaltungsbeamter, Naturforscher und Zoologe.

## Leben
Martinus Slabber war ein Beamter in der niederländischen Provinz Seeland, der als Verwalter für die Orte Baarland, Bakendorp und Oudelande zuständig war und bis 1768 in Middelburg und dann in Goes lebte, wo er darüber hinaus in der Zeit um 1820 auch als Bürgermeister wirkte. 
Später war er mit Sitz in ’s-Gravenpolder für den Eingang der Steuern für einen Teil von Zuid-Beveland zuständig.
Als Naturforscher und Zoologe ist er Erstbeschreiber der Flohkrebse Oniscus arenarius Slabber, 1769, der heute als Haustorius arenarius (Slabber, 1769) bestimmt wird, und Phtisica marina Slabber, 1769, der umgangssprachlich auch als Gespenstkrebs bezeichnet wird.
Martinus Slabber hatte eine Sammlung von ausgestopften Tieren, meist Vögel, die er 1824 dem Rijksmuseum van Natuurlijke Historie in Leiden verkaufte.
Er wurde am 10. Januar 1771 unter der Präsidentschaft des Mediziners Ferdinand Jakob Baier auf Vorschlag des als Legationsrat in Den Haag wirkenden Malakologen Friedrich Christian Meuschen mit dem akademischen Beinamen Aelianus unter der Matrikel-Nr. 751 als Mitglied in die Kaiserliche Leopoldino-Carolinische Akademie der Naturforscher aufgenommen. Im Jahr 1767 wurde er auf Vorschlag von Job Baster Mitglied der Hollandsche Maatschappij der Wetenschappen.
Der belgische Parasitologe und Paläontologe Pierre-Joseph van Beneden benannte ihm zu Ehren 1861 die Schwebegarnele Mesopodopsis slabberi (Van Beneden, 1861).

## Schriften
- Physikalische Belustigungen oder mikroskopische Wahrnehmungen von drey und vierzig in-und ausländischen Wasser- und Landthierchen durch Martinus Slabber. Aus dem holländischen übersetzt von P. L. St. Müller, Winterschmidt, Nürnberg 1775 (Digitalisat)
- Natuurkundige verlustigingen, behelzende microscopise waarneemingen van in- en uitlandse water- en land-dieren. Bosch, Te Haarlem 1778 (Digitalisat)
- Physikalische Belustigungen oder mikroskopische Wahrnehmungen von drey und vierzig in-und ausländischen Wasser- und Landthierchen. Winterschmidt, Nürnberg 1781 (Digitalisat)
- Verhandeling over het opzetten van vogelen. Sepp, Amsterdam 1816 (Digitalisat)